# Manfred Herzer

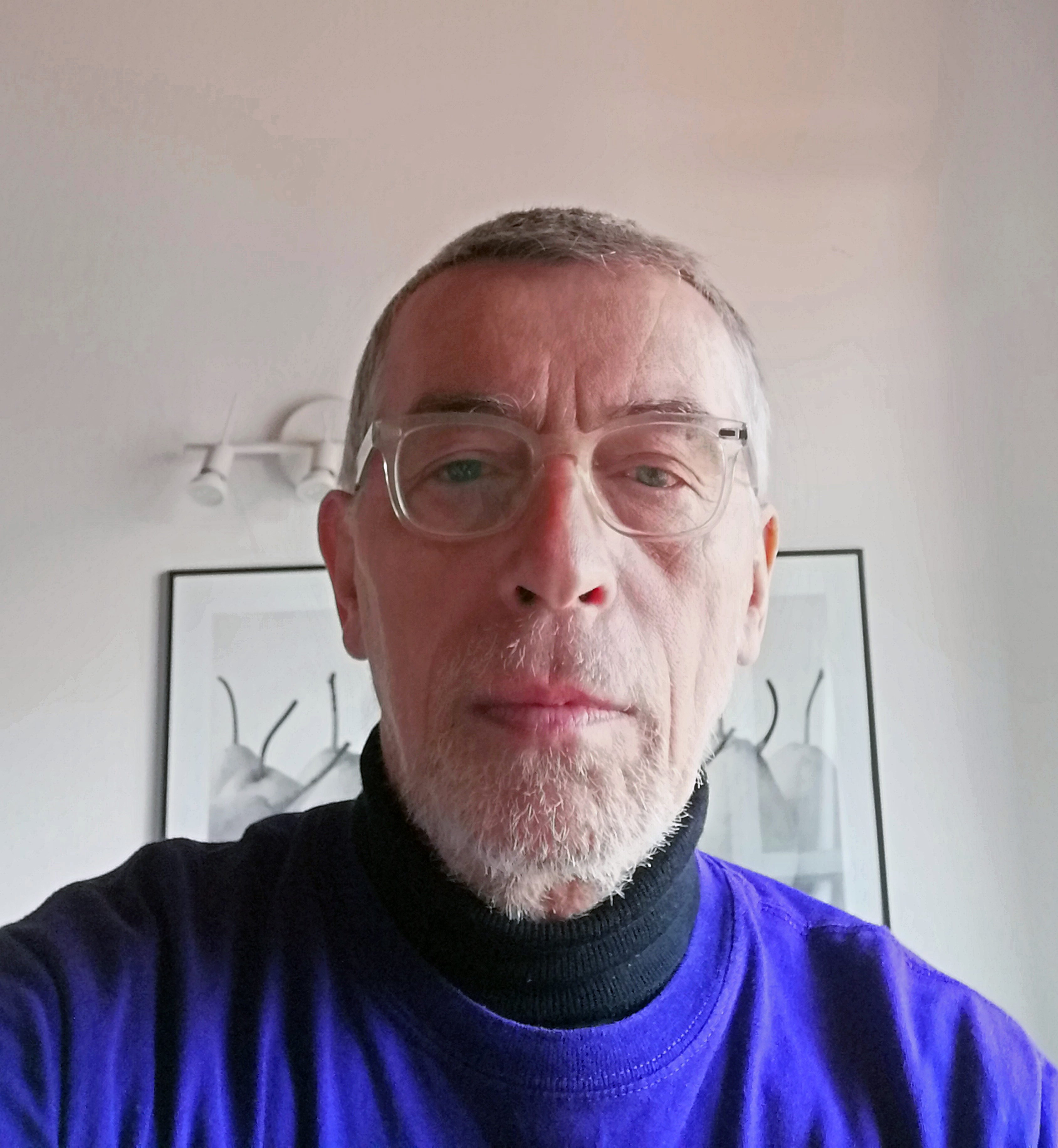
Manfred Herzer 2019

Manfred Herzer-Wigglesworth (* 6. März 1949 in Berlin) ist ein deutscher Autor, Herausgeber und Geschichtsforscher.

## Leben
Als Student der Soziologie an der Freien Universität Berlin war Herzer Gründungsmitglied der Homosexuellen Aktion Westberlin. Nach dem Studium wurde er Bibliothekar in Berlin und war ab 1976 für die Amerika-Gedenkbibliothek tätig. Er kuratierte gemeinsam mit Margarethe Gerber 1983 die Ausstellung „Berliner Widerstand 1933 –1945: Berlin halt ein, besinne dich, dein Tänzer ist der Tod“ in der Amerika-Gedenkbibliothek.
Unter dem Pseudonym „Mimi Steglitz“ war Herzer einer der Hauptkontrahenten im sog. Tuntenstreit. Er war einer der Initiatoren zur Gründung der Magnus-Hirschfeld-Gesellschaft. Außerdem war er Gründungsmitglied des Schwulen Museums*. Dort gab er von 1987 bis 2019 Capri – Zeitschrift für schwule Geschichte heraus.
Mit einer Festschrift Capricen wurde er 2014 geehrt.
Ebenfalls 2014 ging Herzer eine Homo-Ehe mit Frank Wigglesworth ein und änderte seinen Familiennamen in Herzer-Wigglesworth.
2016 wurde bei ihm ein metastasierendes Prostatakarzinom diagnostiziert.

## Werke
Als Autor:
- Thorsten Graf/Mimi Steglitz (1974): Homosexuellenunterdrückung in der bürgerlichen Gesellschaft, in: Probleme des Klassenkampfs, Jg. 4, Nr. 4, S. 17 ff.
- Thorsten Graf/Manfred Herzer (1975): Zur neueren Diskussion über die Homosexualität, in: Das Argument, Jg. 17, Heft 9/10, S. 859 ff.
- Bibliographie zur Homosexualität: Verzeichnis des deutschsprachigen nichtbelletristischen Schrifttums zur weibl. u. männl. Homosexualität aus den Jahren 1466 bis 1975 in chronolog. Reihenfolge, Berlin: Verlag Rosa Winkel, 1982.
- Max Spohr, Adolf Brand, Bernhard Zack – drei Verleger schwuler Emanzipationsliteratur in der Kaiserzeit : 3 biografische Skizzen und 3 Bibliographien. In: Capri – Zeitschrift für schwule Geschichte, Berlin 1991.
- Magnus Hirschfeld: Leben und Werk eines jüdischen, schwulen und sozialistischen Sexologen, Frankfurt/Main; New York: Campus-Verl., 1992 (2. Auflage, Bibliothek rosa Winkel, Bd. 28, 2001, Online).
- Magnus Hirschfeld und seine Zeit. Berlin: Walter de Gruyter, 2017. ISBN 978-3-11-054769-6
- Manfred Herzer-Wigglesworth (2019): Magnus Hirschfeld, die Westberliner und westdeutsche Schwulenbewegung der 1970er-Jahre und die Folgen, in: Zeitschrift für Sexualforschung. Jg. 32, Nr. 2, S. 107 ff.
- Manfred Herzer-Wigglesworth: Ezra Pounds Grab. Gedichte 2018–2019. Berlin: Selbstverlag 2020. (= Capri 53bis)
- Manfred Herzer-Wigglesworth (2021): Der Streit um Walt Whitmans Homosexualität und Magnus Hirschfelds Zwischenstufenlehre, in: Zeitschrift für Sexualforschung. Jg. 34, Nr. 2, S. 97 ff.
- Manfred Herzer-Wigglesworth (2021): Aus den Erinnerungen einer Süd-Neuköllner Tunte, in: Heinz-Jürgen Voß (Hrsg.) Westberlin – ein sexuelles Porträt. Gießen: Psychosozial-Verlag, S. 103 ff.
- Manfred Herzer-Wigglesworth (2022): Walt Whitman und das Wissenschaftlich-humanitäre Komitee, in: Invertito. Jg. 23, S. 164 ff.
- Manfred Herzer-Wigglesworth (2023): Arnold Zweig und Magnus Hirschfeld (Berlin und Palästina), in: Aschkenas. Zeitschrift für Geschichte und Kultur der Juden, Band 33, Heft 1, S. 195 ff.
- Manfred Herzer-Wigglesworth (2023): Entretien avec M. Foucault. Notizen zur neuesten Hirschfeld-Kritik und Foucault-Apologie, in: Invertito. Jg. 24, S. 176 ff.

Als Herausgeber:
- 100 Jahre Schwulenbewegung: Dokumentation einer Vortragsreihe in der Akademie der Künste, Berlin: Verlag rosa Winkel, 1998. ISBN 3-86149-074-9
- Karl Maria Kertbeny: Schriften zur Homosexualitätsforschung (Neuauflage), Berlin: Verlag rosa Winkel, 2000. ISBN 3-86149-103-6
- Magnus Hirschfeld: Von einst bis jetzt. Geschichte einer homosexuellen Bewegung 1897–1922, Berlin: Verlag rosa Winkel, 1986. Herausgegeben und mit einem Nachwort versehen von Manfred Herzer und James Steakley. Schriftenreihe der Magnus-Hirschfeld-Gesellschaft Nr. 1. ISBN 3-921495-61-X
- Magnus Hirschfeld: Berlins Drittes Geschlecht (Neuauflage), Berlin: Verlag rosa Winkel, 1991. Schriftenreihe der Magnus-Hirschfeld-Gesellschaft Nr. 5. Bibliothek rosa Winkel, Bd. 1. ISBN 3-921495-59-8
- Manfred Baumgardt, Ralf Dose, Manfred Herzer, Hans-Günter Klein, Ilse Kokula, Gesa Lindemann: Magnus Hirschfeld – Leben und Werk. Ausstellungskatalog. Westberlin: rosa Winkel, 1985 (Schriftenreihe der Magnus-Hirschfeld-Gesellschaft 3)
  - 2. erw. Aufl. Mit einem Nachwort von Ralf Dose. Hamburg: von Bockel, 1992. (Schriftenreihe der Magnus-Hirschfeld-Gesellschaft 6)
- Jasminblüthe. Schwule deutschsprachige Theaterstücke um 1900. Hamburg: Männerschwarm 2018.